# Comissions Obreres de Catalunya
Comissions Obreres de Catalunya, o la Comissió Obrera Nacional de Catalunya, és una organització sindical catalana, confederada amb la Confederació Sindical de les Comissions Obreres d'Espanya. El 2017, comptava amb 141.017 afiliats, essent el primer sindicat de Catalunya.

## Història
El 20 de novembre de 1964, durant la dictadura feixista del general Francisco Franco, es va constituir la primera Comissió Obrera de Catalunya. A l'Església de Sant Medir de la Bordeta, a Barcelona, va néixer Comissions Obreres de Catalunya en una assemblea en què van participar uns 300 treballadors de diversos sectors productius. Aquesta trobada es va produir després de diverses reunions preparatòries per les moltes dificultats que comportava en plena dictadura. La "Comisión Obrera", el full informatiu de la Comissió Obrera Central de Barcelona, anunciava i explicava en el seu número 1, del gener de 1965, el naixement de les Comissions Obreres.
Pocs mesos després, el febrer del 1965, Comissions Obreres concentrava a la Plaça d'Antonio López de Barcelona unes 15.000 persones que es van manifestar per la Via Laietana. Aquesta era la primera manifestació massiva que es produïa des de l'any 1951, quan va tenir lloc la històrica protesta contra la pujada de tarifes dels tramvies de Barcelona.
L'any 1967, el Tribunal Suprem va declarar il·legals les Comissions Obreres perquè es considerava una organització filial al Partit Comunista d'Espanya (PCE). La consegüent repressió va debilitar l'organització.
Al principi dels anys 70 l'activitat de Comissions Obreres va créixer de forma important. L'organització va participar de manera intensa en les protestes contra el procés de Burgos contra activistes d'ETA, en la constitució de l'Assemblea de Catalunya, i en la celebració del Primer de Maig de l'any 1973 a Sant Cugat.
La Dictadura de Franco va trobar una forta resposta solidària sense precedents en la història del moviment obrer. Els conflictes laborals se succeïen a les grans empreses com Motor Ibèrica, Philips Miniwatt, Cipalsa, Roca i la Tèrmica del Besòs, on va perdre la vida l'obrer Manuel Fernández Márquez, i a Seat, on una càrrega policial va posar fi a la vida del treballador Antonio Ruiz Villalba.
El 20 de novembre de l'any 1975, en produir-se la mort de Franco, hi va haver un gran nombre de protestes laborals i socials. A les eleccions de representants sindicals, encara impulsades pel Sindicat vertical, ja van guanyar els autèntics representants dels treballadors i això va fer que Comissions Obreres de Catalunya es comencés a plantejar la destrucció del sindicalisme vertical. De tota manera, la reconstrucció de la UGT, la consolidació de la Unió Sindical Obrera (USO) i el ressorgiment de la CNT van fer inviable aconseguir un sindicat unitari.
A la primavera de l'any 1977 es va legalitzar Comissions Obreres, que va passar de ser un moviment socio-polític a ser un sindicat amb acció defensiva, sobretot per la profunda crisi econòmica que es vivia en aquells moments. L'adaptació al nou context social i polític no va ser gens fàcil, però el decisiu paper jugat per Comissions Obreres en les lluites socials a Catalunya durant més de 12 anys li van permetre a Comissions Obreres de Catalunya convertir-se en la primera força sindical de Catalunya.
La capacitat d'actuació de Comissions Obreres de Catalunya en la defensa dels interessos dels treballadors durant les darreres tres dècades s'ha vist demostrada en el cas de mobilitzacions tan importants com la vaga general del 20 de juny del 1985 en favor de les pensions, la del 14 de desembre de 1988 contra el Pla d'Ocupació Juvenil i en favor d'un gir social, la vaga general del 28 de maig de 1992 en contra del decret del Govern espanyol que reduïa d'una manera important la protecció social a Espanya, la del 27 de gener del 1994 contra la Reforma Laboral del Govern del PSOE i finalment la més recent, la del 20 de juny del 2002 contra la Reforma Laboral del Govern del PP.
El Govern de Catalunya li atorgà la Creu de Sant Jordi el 2014 en el seu cinquantenari "pel seu protagonisme en la història recent, tant pel que fa a la lluita inicial contra el franquisme com al repte d'assolir, en democràcia, més drets laborals i socials per als treballadors. I també pel compromís continuat de CCOO en la construcció nacional de Catalunya i en l'assoliment d'una societat més cohesionada i justa".
Després del 10è congrés, celebrat a Barcelona el desembre de 2012, fou reelegit Joan Carles Gallego Herrera com a secretari general de Comissions Obreres de Catalunya, essent substituït l'abril de 2017 per Javier Pacheco en l'onzè congrés, i aquest per Belén López Sánchez el 10 d'abril de 2025 en el 13è congrés.

## Acció Jove - Joves de CCOO
La seva organització juvenil és Acció Jove - Joves de CCOO, constituida formalment des de l'any 2001. Aquesta s'organitza transversalment entre les diferents federacions i unions intercomarcals del sindicat, amb l'objectiu de visibilitzar les problemàtiques de la joventut treballadora i combatre la precarietat que aquesta pateix.

## Llista de secretaris generals
Informació actualitzada per un bot. Els canvis manuals es perdran quan s'actualitzi!
| Número | Imatge | Nom                           | Inici del mandat | Fi del mandat | Dades a Wikidata              |
| ------ | ------ | ----------------------------- | ---------------- | ------------- | ----------------------------- |
| 1      |        | Josep Lluís López Bulla       | 01-01-1976       | 01-01-1995    | Modifica les dades a Wikidata |
| 2      |        | Joan Coscubiela i Conesa      | 01-01-1995       | 04-12-2008    | Modifica les dades a Wikidata |
| 3      |        | Joan Carles Gallego i Herrera | 04-12-2008       | 01-04-2017    | Modifica les dades a Wikidata |
| 4      |        | Javier Pacheco                | 01-04-2017       | 10-04-2025    | Modifica les dades a Wikidata |
|        |        | Belén López Sánchez           | 10-04-2025       |               | Modifica les dades a Wikidata |